# Trey (gmina)
Trey – miejscowość i gmina (commune) w zachodniej Szwajcarii, w kantonie Vaud, w okręgu (district) Broye-Vully. Leży nad rzeką Broye.

## Demografia
W Trey mieszka 321 osób. W 2021 roku 15% populacji gminy stanowiły osoby urodzone poza Szwajcarią. 

## Transport
Przez teren gminy przebiegają drogi główne nr 1 i nr 188. 